# Pteroplatus variabilis
Pteroplatus variabilis är en skalbaggsart som beskrevs av Sallé 1849. Pteroplatus variabilis ingår i släktet Pteroplatus och familjen långhorningar.
Artens utbredningsområde är Venezuela. Inga underarter finns listade i Catalogue of Life.